# Bertoua
Bertoua is de provinciehoofdstad van Est in Kameroen. Er leven ongeveer 280.000 mensen in deze stad. (Schatting 2009)
Bertoua is sinds 1983 de zetel van een rooms-katholiek bisdom en sinds 1994 van een aartsbisdom.

## Geboren in Bertoua
- Ernest Webnje Nfor (1986), voetballer
- Willie Overtoom (1986), voetballer
- Didier Lamkel Zé (1996), voetballer